# Čabiny
Čabiny es un municipio del distrito de Medzilaborce en la región de Prešov, Eslovaquia, con una población estimada a final del año 2024 de 280 habitantes.
Se encuentra ubicado al noreste de la región, cerca del río Laborec (cuenca hidrográfica del río Tisza) y de la frontera con Polonia.

## Demografía
| Año        | 1994 | 2004    | 2014    | 2024     |
| ---------- | ---- | ------- | ------- | -------- |
| Población  | 393  | 409     | 374     | 280      |
| Diferencia |      | +4,07 % | −8,55 % | −25,13 % |

| Año        | 2023 | 2024    |
| ---------- | ---- | ------- |
| Población  | 292  | 280     |
| Diferencia |      | −4,10 % |